# Lado Smrekar
Lado Smrekar, slovenski učitelj, kulturni delavec, galerist, * 1. december 1928, Zagorica, Mirna, † 2. december 2020, Krško

## Delo
Lado Smrekar je bil učitelj, ravnatelj, režiser, pesnik. V Kostanjevici na Krki je najprej služboval kot osnovnošolski učitelj, nato kot ravnatelj. Že kmalu po svojem prihodu v ta kraj je osnoval Gorjupove galerije, ki ima danes reprezentativno zbirko likovne umetnosti dvajsetega stoletja z več kot 300 deli slovenskih in tujih umetnikov. Leta 1956 je ustanovil Dolenjski kulturni festival, ki je deloval do 1980 in v okviru katerega se je zvrstilo več kot 700 likovnih razstav, gostovanj slovenskih profesionalnih gledališč, ljubljanske in zagrebške opere, Slovenske filharmonije, koncertov... Leta 1958 je odprl Lamutov likovni salon, sodeloval pri ustanovitvi znamenite kostanjeviške Forme vive (od 1961), mednarodnega simpozija kiparjev, ki ga je vodil do 1982. Koordiniral je tudi obnovo kostanjeviškega samostana in v njem osnoval Galerije Božidarja Jakca, ki velja še danes za eno največjih slovenskih galerij in se ponaša s stalnimi zbirkami del Božidarja Jakca, Toneta Kralja, Jožeta Gorjupa in mnogih drugih priznanoh slovenskih umetnikov. V okviru Prosvetnega društva je kot režiser postavil na oder 26 dramskih besedil, izdal pesniško zbirko S poti, napisal številne članke in uvode v kataloge likovnih razstav, uredil nekaj obsežnih zgodovinskih zbornikov.

## Nagrade in priznanja
Prejel je Žagarjevo in Valvasorjevo nagrado za življenjsko delo za leto 1986, leta 1994 je prejel srebrni častni znak svobode Republike Slovenije »za zasluge, dosežene na področju likovne umetnosti in pri ohranjevanju slovenske kulturne dediščine ter za prispevek k mednarodnemu uveljavljanju Slovenije na področju umetnosti«.

## Družina
Njegova sinova sta umetnostni zgodovinar in muzealec Andrej Smrekar ter muzikolog, pisanist in dirigent Borut Smrekar, vnukinja pa igralka Ajda Smrekar.